# Ranunculus pospichalii
Ranunculus pospichalii är en ranunkelväxtart som beskrevs av Sandro Alessandro Pignatti. Ranunculus pospichalii ingår i släktet ranunkler, och familjen ranunkelväxter. Inga underarter finns listade i Catalogue of Life.